# Sportverein 1916 Sandhausen 2011-2012
Questa voce raccoglie le informazioni riguardanti lo Sportverein 1916 Sandhausen nelle competizioni ufficiali della stagione 2011-2012.

## Stagione
Nella stagione 2011-2012 il Sandhausen, allenato da Gerd Dais, concluse il campionato di 3. Liga al 1º posto e fu promosso in 2. Bundesliga. In Coppa di Germania il Sandhausen fu eliminato al primo turno dal Borussia Dortmund.

## Rosa
| N. |                       | Ruolo | Calciatore       |
| -- | --------------------- | ----- | ---------------- |
| 2  | Germania (bandiera)   | D     | Marcel Busch     |
| 3  | Germania (bandiera)   | D     | Michael Schick   |
| 4  | Germania (bandiera)   | D     | Kristjan Glibo   |
| 5  | Germania (bandiera)   | D     | Daniel Schulz    |
| 6  | Germania (bandiera)   | D     | Sören Halfar     |
| 7  | Polonia (bandiera)    | C     | David Blacha     |
| 8  | Portogallo (bandiera) | C     | Roberto Pinto    |
| 9  | Germania (bandiera)   | A     | Frank Löning     |
| 10 | Francia (bandiera)    | A     | David Ulm        |
| 11 | Germania (bandiera)   | D     | Julian Schauerte |
| 13 | Germania (bandiera)   | C     | Tim Danneberg    |
| 14 | Germania (bandiera)   | C     | Jan Fießer       |
| 15 | Germania (bandiera)   | D     | Marco Pischorn   |
| 16 | Germania (bandiera)   | P     | Julian Böttger   |

| N. |                     | Ruolo | Calciatore        |
| -- | ------------------- | ----- | ----------------- |
| 17 | Germania (bandiera) | C     | Stefan Zinnow     |
| 18 | Francia (bandiera)  | A     | Régis Dorn        |
| 20 | Francia (bandiera)  | A     | Yannick Imbs      |
| 21 | Germania (bandiera) | C     | Marcel Kandziora  |
| 22 | Germania (bandiera) | D     | Ole Kittner       |
| 23 | Germania (bandiera) | D     | Jan-André Sievers |
| 25 | Germania (bandiera) | C     | Danny Blum        |
| 26 | Germania (bandiera) | C     | Dominik Rohracker |
| 27 | Turchia (bandiera)  | A     | Aykut Öztürk      |
| 28 | Germania (bandiera) | P     | Philipp Kühn      |
| 29 | Germania (bandiera) | A     | Adriano Grimaldi  |
| 30 | Germania (bandiera) | P     | Daniel Ischdonat  |
| 31 | Germania (bandiera) | D     | Peter Prokop      |
| 32 | Germania (bandiera) | C     | Nico Klotz        |

## Organigramma societario
Area tecnica
- Allenatore: Gerd Dais
- Allenatore in seconda: Thorsten Damm
- Preparatore dei portieri: Uwe Nägele
- Preparatori atletici:

## Calciomercato

### Sessione estiva
| Acquisti | Acquisti         | Acquisti             | Acquisti |
| R.       | Nome             | da                   | Modalità |
| -------- | ---------------- | -------------------- | -------- |
| C        | David Blacha     | Rot Weiss Ahlen      |          |
| D        | Marcel Busch     | Rot Weiss Ahlen      |          |
| C        | Jan Fießer       | Wehen Wiesbaden      |          |
| D        | Sören Halfar     | Wacker Burghausen    |          |
| A        | Yannick Imbs     | Kehler FV            |          |
| C        | Marcel Kandziora | Borussia Dortmund II |          |
| D        | Ole Kittner      | Coblenza             |          |
| P        | Philipp Kühn     | Rot Weiss Ahlen      |          |
| A        | Aykut Öztürk     | Carl Zeiss Jena      |          |

| Cessioni | Cessioni      | Cessioni               | Cessioni |
| R.       | Nome          | a                      | Modalità |
| -------- | ------------- | ---------------------- | -------- |
| D        | Tim Rubink    | Goslarer               |          |
| P        | Frederic Löhe | Borussia M'gladbach II |          |
| A        | Emre Öztürk   | Göztepe                |          |

### Sessione invernale
| Acquisti | Acquisti         | Acquisti           | Acquisti |
| R.       | Nome             | da                 | Modalità |
| -------- | ---------------- | ------------------ | -------- |
| A        | Adriano Grimaldi | Fortuna Düsseldorf |          |
| C        | Nico Klotz       | Paderborn          |          |

| Cessioni | Cessioni | Cessioni | Cessioni |
| R.       | Nome     | a        | Modalità |
| -------- | -------- | -------- | -------- |

## Risultati

### 3. Liga

#### Girone di andata
| Arbitro: | Metzen |

|                       |           |  |
| Schulz 13’ Löning 60’ | Marcatori |  |

| Arbitro: | Blos |

|                               |           |  |
| Testroet 69’ Costa 90’ (rig.) | Marcatori |  |

| Arbitro: | Alt |

|                       |           |  |
| Schulz 16’ Löning 40’ | Marcatori |  |

| Arbitro: | Aarnink |

|                        |           |                       |
| Tunjić 12’ Ziegler 67’ | Marcatori | 14’ Löning 29’ Schulz |

| Sandhausen 16 agosto 2011, ore 19:00 CEST 5ª giornata | Sandhausen | 0 – 0 referto | Arminia Bielefeld | Hardtwaldstadion (2 400 spett.)\| Arbitro: \| Valentin \| |
| Arbitro:                                              | Valentin   |               |                   |                                                           |

| Arbitro: | Welz |

|                    |           |                                  |
| Richter 80’ (rig.) | Marcatori | 55’ Danneberg 84’ Ulm 87’ Löning |

| Sandhausen 27 agosto 2011, ore 14:00 CEST 7ª giornata | Sandhausen | 0 – 0 referto | Wehen Wiesbaden | Hardtwaldstadion (1 600 spett.)\| Arbitro: \| Thomsen \| |
| Arbitro:                                              | Thomsen    |               |                 |                                                          |

| Arbitro: | Brand |

|                                        |           |          |
| Kullmann 9’ Ellmann 30’ Brown 31’, 84’ | Marcatori | 79’ Dorn |

| Arbitro: | Bandurski |

|                      |           |                    |
| Ulm 68’ Pischorn 78’ | Marcatori | 87’ Schweinsteiger |

| Arbitro: | Helwig |

|             |           |              |
| Zickert 73’ | Marcatori | 16’ Pischorn |

| Arbitro: | Jablonski |

|                    |           |             |
| Löning 24’ Ulm 48’ | Marcatori | 16’ Caillas |

| Arbitro: | Dietz |

|            |           |                     |
| Müller 18’ | Marcatori | 4’ Pinto 52’ Löning |

| Arbitro: | Schmidt |

|                                     |           |           |
| Danneberg 7’ Löning 38’, 66’ (rig.) | Marcatori | 34’ Adler |

| Arbitro: | Seidel |

|  |           |                       |
|  | Marcatori | 58’ Kandziora 87’ Ulm |

| Arbitro: | Beitinger |

|            |           |           |
| Löning 15’ | Marcatori | 90’ Özbek |

| Arbitro: | Kunzmann |

|  |           |              |
|  | Marcatori | 24’ Pischorn |

| Arbitro: | Metzen |

|                    |           |  |
| Glibo 37’ Blum 84’ | Marcatori |  |

| Sandhausen 25 novembre 2011, ore 19:00 CET 18ª giornata | Sandhausen | 0 – 0 referto | Osnabrück | Hardtwaldstadion (2 400 spett.)\| Arbitro: \| Perl \| |
| Arbitro:                                                | Perl       |               |           |                                                       |

| Arbitro: | Gräfe |

|                            |           |            |
| Spann 38’ Heidenfelder 69’ | Marcatori | 81’ Öztürk |

#### Girone di ritorno
| Arbitro: | Willenborg |

|                      |           |  |
| Sauter 74’ Grech 90’ | Marcatori |  |

| Arbitro: | Unger |

|         |           |           |
| Ulm 49’ | Marcatori | 12’ Hesse |

| Arbitro: | Zwayer |

|                                         |           |           |
| Wölk 50’ Gaebler 60’ Heil 71’ Latza 75’ | Marcatori | 68’ Klotz |

| Arbitro: | Wingenbach |

|                      |           |              |
| Ulm 6’, 88’ Blum 70’ | Marcatori | 79’ Vollmann |

| Arbitro: | Osmers |

|                |           |                                     |
| Rzatkowski 69’ | Marcatori | 14’ Blum 23’ Schauerte 62’ Pischorn |

| Arbitro: | Steinberg |

|  |           |                                |
|  | Marcatori | 45’ Dobrý 83’ Peßolat 90’ Fink |

| Arbitro: | Cortus |

|  |           |                                        |
|  | Marcatori | 7’, 45’ Löning 36’ Busch 52’ Schauerte |

| Arbitro: | Gerach |

|                    |           |                 |
| Kandziora 18’, 54’ | Marcatori | 27’ Torunarigha |

| Arbitro: | Kampka |

|            |           |                |
| Müller 11’ | Marcatori | 40’ (rig.) Ulm |

| Arbitro: | Valentin |

|          |           |  |
| Dorn 82’ | Marcatori |  |

| Arbitro: | Dittrich |

|                              |           |                       |
| Reichwein 17’, 25’, 36’, 90’ | Marcatori | 50’ Löning 81’ Fießer |

| Arbitro: | Stein |

|                                           |           |  |
| Pischorn 52’ Klotz 65’ Ulm 66’ Fießer 76’ | Marcatori |  |

| Burghausen 31 marzo 2012, ore 14:00 CEST 32ª giornata | Wacker Burghausen | 0 – 0 referto | Sandhausen | Wacker-Arena (2 950 spett.)\| Arbitro: \| Petersen \| |
| Arbitro:                                              | Petersen          |               |            |                                                       |

| Arbitro: | Sönder |

|                             |           |  |
| Pischorn 53’ Ulm 71’ (rig.) | Marcatori |  |

| Arbitro: | Blos |

|                       |           |            |
| Laux 15’ Stiefler 43’ | Marcatori | 52’ Öztürk |

| Arbitro: | Rohde |

|                    |           |  |
| Rüdiger 74’ (aut.) | Marcatori |  |

| Arbitro: | Osmers |

|           |           |                    |
| Kluft 55’ | Marcatori | 32’, 84’ Danneberg |

| Arbitro: | Zwayer |

|                   |           |           |
| Kachunga 63’, 87’ | Marcatori | 79’ Klotz |

| Arbitro: | Steinhaus-Webb |

|              |           |                                   |
| Pischorn 26’ | Marcatori | 19’ (rig.) Schnatterer 44’ Sailer |

### Coppa di Germania
| Arbitro: | Christ |

|  |           |                                 |
|  | Marcatori | 10’, 90’ Lewandowski 56’ Kagawa |

## Statistiche

### Statistiche di squadra
| Competizione      | Punti | In casa | In casa | In casa | In casa | In casa | In casa | In trasferta | In trasferta | In trasferta | In trasferta | In trasferta | In trasferta | Totale | Totale | Totale | Totale | Totale | Totale | DR  |
| Competizione      | Punti | G       | V       | N       | P       | Gf      | Gs      | G            | V            | N            | P            | Gf           | Gs           | G      | V      | N      | P      | Gf     | Gs     | DR  |
| ----------------- | ----- | ------- | ------- | ------- | ------- | ------- | ------- | ------------ | ------------ | ------------ | ------------ | ------------ | ------------ | ------ | ------ | ------ | ------ | ------ | ------ | --- |
| 3. Liga           | 66    | 19      | 12      | 5       | 2       | 29      | 12      | 19           | 7            | 4            | 8            | 28           | 30           | 38     | 19     | 9      | 10     | 57     | 42     | +15 |
| Coppa di Germania | -     | 1       | 0       | 0       | 1       | 0       | 3       | 0            | 0            | 0            | 0            | 0            | 0            | 1      | 0      | 0      | 1      | 0      | 3      | -3  |
| Totale            | 66    | 20      | 12      | 5       | 3       | 29      | 15      | 19           | 7            | 4            | 8            | 28           | 30           | 39     | 19     | 9      | 11     | 57     | 45     | +12 |

### Andamento in campionato
| Giornata  | 1 | 2  | 3 | 4 | 5 | 6 | 7 | 8 | 9 | 10 | 11 | 12 | 13 | 14 | 15 | 16 | 17 | 18 | 19 | 20 | 21 | 22 | 23 | 24 | 25 | 26 | 27 | 28 | 29 | 30 | 31 | 32 | 33 | 34 | 35 | 36 | 37 | 38 |
| --------- | - | -- | - | - | - | - | - | - | - | -- | -- | -- | -- | -- | -- | -- | -- | -- | -- | -- | -- | -- | -- | -- | -- | -- | -- | -- | -- | -- | -- | -- | -- | -- | -- | -- | -- | -- |
| Luogo     | C | T  | C | T | C | T | C | T | C | T  | C  | T  | C  | T  | C  | T  | C  | C  | T  | T  | C  | T  | C  | T  | C  | T  | C  | T  | C  | T  | C  | T  | C  | T  | C  | T  | T  | C  |
| Risultato | V | P  | V | N | N | V | N | P | V | N  | V  | V  | V  | V  | N  | V  | V  | N  | P  | P  | N  | P  | V  | V  | P  | V  | V  | N  | V  | P  | V  | N  | V  | P  | V  | V  | P  | P  |
| Posizione | 2 | 11 | 5 | 5 | 6 | 5 | 6 | 8 | 7 | 7  | 5  | 4  | 1  | 1  | 1  | 1  | 1  | 1  | 1  | 2  | 2  | 3  | 2  | 2  | 2  | 2  | 1  | 2  | 1  | 2  | 1  | 1  | 1  | 1  | 1  | 1  | 1  | 1  |

Legenda:

Luogo: C = Casa; T = Trasferta. Risultato: V = Vittoria; N = Pareggio; P = Sconfitta.

### Statistiche dei giocatori
!! colspan="4" | Totale

| Giocatore    | 3. Liga  | 3. Liga | 3. Liga     | 3. Liga    | Coppa di Germania D. Blacha | Coppa di Germania D. Blacha | Coppa di Germania D. Blacha | Coppa di Germania D. Blacha | 25       | 0    | 1           | 0          | 1 | 0 | 0 | 0 | 26 | 0 | 1 | 0 |
| Giocatore    | Presenze | Reti    | Ammonizioni | Espulsioni | Presenze                    | Reti                        | Ammonizioni                 | Espulsioni                  | Presenze | Reti | Ammonizioni | Espulsioni |   |   |   |   |    |   |   |   |
| D. Blum      | 26       | 3       | 2           | 0          | 1                           | 0                           | 0                           | 0                           | 27       | 3    | 2           | 0          |   |   |   |   |    |   |   |   |
| M. Busch     | 9        | 1       | 2           | 0          | 1                           | 0                           | 0                           | 0                           | 10       | 1    | 2           | 0          |   |   |   |   |    |   |   |   |
| J. Böttger   | 0        | 0       | 0           | 0          | 0                           | 0                           | 0                           | 0                           | 0        | 0    | 0           | 0          |   |   |   |   |    |   |   |   |
| T. Danneberg | 33       | 4       | 4           | 0          | 1                           | 0                           | 0                           | 0                           | 34       | 4    | 4           | 0          |   |   |   |   |    |   |   |   |
| R. Dorn      | 14       | 2       | 1           | 0          | 1                           | 0                           | 0                           | 0                           | 15       | 2    | 1           | 0          |   |   |   |   |    |   |   |   |
| J. Fießer    | 27       | 2       | 4           | 0          | 0                           | 0                           | 0                           | 0                           | 27       | 2    | 4           | 0          |   |   |   |   |    |   |   |   |
| K. Glibo     | 23       | 1       | 5           | 0          | 0                           | 0                           | 0                           | 0                           | 23       | 1    | 5           | 0          |   |   |   |   |    |   |   |   |
| A. Grimaldi  | 10       | 0       | 1           | 0          | 0                           | 0                           | 0                           | 0                           | 10       | 0    | 1           | 0          |   |   |   |   |    |   |   |   |
| S. Halfar    | 19       | 0       | 1           | 0          | 1                           | 0                           | 0                           | 0                           | 20       | 0    | 1           | 0          |   |   |   |   |    |   |   |   |
| Y. Imbs      | 2        | 0       | 0           | 0          | 0                           | 0                           | 0                           | 0                           | 2        | 0    | 0           | 0          |   |   |   |   |    |   |   |   |
| D. Ischdonat | 36       | 0       | 2           | 0          | 1                           | 0                           | 0                           | 0                           | 37       | 0    | 2           | 0          |   |   |   |   |    |   |   |   |
| M. Kandziora | 32       | 3       | 6           | 0          | 1                           | 0                           | 0                           | 0                           | 33       | 3    | 6           | 0          |   |   |   |   |    |   |   |   |
| O. Kittner   | 16       | 0       | 1           | 0          | 0                           | 0                           | 0                           | 0                           | 16       | 0    | 1           | 0          |   |   |   |   |    |   |   |   |
| N. Klotz     | 16       | 3       | 0           | 0          | 0                           | 0                           | 0                           | 0                           | 16       | 3    | 0           | 0          |   |   |   |   |    |   |   |   |
| P. Kühn      | 3        | 0       | 1           | 0          | 0                           | 0                           | 0                           | 0                           | 3        | 0    | 1           | 0          |   |   |   |   |    |   |   |   |
| F. Löning    | 36       | 12      | 2           | 0          | 1                           | 0                           | 1                           | 0                           | 37       | 12   | 3           | 0          |   |   |   |   |    |   |   |   |
| R. Pinto     | 28       | 1       | 0           | 0          | 0                           | 0                           | 0                           | 0                           | 28       | 1    | 0           | 0          |   |   |   |   |    |   |   |   |
| M. Pischorn  | 36       | 7       | 7           | 1          | 1                           | 0                           | 0                           | 0                           | 37       | 7    | 7           | 1          |   |   |   |   |    |   |   |   |
| P. Prokop    | 0        | 0       | 0           | 0          | 0                           | 0                           | 0                           | 0                           | 0        | 0    | 0           | 0          |   |   |   |   |    |   |   |   |
| D. Rohracker | 8        | 0       | 2           | 0          | 1                           | 0                           | 0                           | 0                           | 9        | 0    | 2           | 0          |   |   |   |   |    |   |   |   |
| T. Rubink    | 0        | 0       | 0           | 0          | 0                           | 0                           | 0                           | 0                           | 0        | 0    | 0           | 0          |   |   |   |   |    |   |   |   |
| J. Schauerte | 33       | 2       | 2           | 0          | 0                           | 0                           | 0                           | 0                           | 33       | 2    | 2           | 0          |   |   |   |   |    |   |   |   |
| M. Schick    | 0        | 0       | 0           | 0          | 0                           | 0                           | 0                           | 0                           | 0        | 0    | 0           | 0          |   |   |   |   |    |   |   |   |
| D. Schulz    | 36       | 3       | 6           | 0          | 1                           | 0                           | 0                           | 0                           | 37       | 3    | 6           | 0          |   |   |   |   |    |   |   |   |
| J. Sievers   | 6        | 0       | 2           | 0          | 0                           | 0                           | 0                           | 0                           | 6        | 0    | 2           | 0          |   |   |   |   |    |   |   |   |
| D. Ulm       | 35       | 10      | 7           | 1          | 1                           | 0                           | 0                           | 0                           | 36       | 10   | 7           | 1          |   |   |   |   |    |   |   |   |
| S. Zinnow    | 0        | 0       | 0           | 0          | 0                           | 0                           | 0                           | 0                           | 0        | 0    | 0           | 0          |   |   |   |   |    |   |   |   |
| A. Öztürk    | 19       | 2       | 3           | 0          | 1                           | 0                           | 1                           | 0                           | 20       | 2    | 4           | 0          |   |   |   |   |    |   |   |   |